# Tendon
Para la parte del músculo estriado véase Tendón.
Para el plato típico japonés véase Tendon (receta).
 Tendon  es una población y comuna francesa, en la región de Lorena, departamento de Vosgos, en el distrito de Épinal y cantón de Remiremont.

## Demografía
| 528 | 423 | 380 | 386 | 434 | 448 |
| Para los censos de 1962 a 1999 la población legal corresponde a la población sin duplicidades (Fuente: INSEE [Consultar]) |     |     |     |     |     |

## Distancia a otras ciudades
- París - 331 km
- Marsella - 547 km
- Lyon - 298 km
- Toulouse - 646 km
- Niza - 494 km
- Nantes - 628 km